# 吠陀重音
吠陀梵語的音高重音或簡要的說吠陀重音，傳統上被梵語文法家分為三種音質，“提升”(高調)、“不提升”(低調)和 “揚抑”(降調)。

## 音調機制

### Udātta 標記
標記繼承 PIE 重音的位置。因此在轉寫中  通常標記為銳音符， 和  不標記，因為它們的位置可從  的位置自動得出。例如，在梨俱吠陀的第一句中，轉寫為
意味著這八個音節有音調
A-U-S-A-A-U-S-A (這里 A=, U=, S=),
或形象的表示為，
_ ¯ \ _ _ ¯ \ _
- 是限定動詞因此沒有 ，但是它的第一個音節是 ，因為前面的音節是 。
- 吠陀韻律獨立於吠陀重音，并且由音節重量確定，所謂在韻律上說，這句讀為

- . - - . - . x (后半句是iambic格)。

### Samhita標記
在某些情況下  之前的重音音節在口頭傳播的語言變化中消失了，所以導致了  直接出現在  之后: 這就是所謂的“獨立svarita”。在這種情況下，這個  音節用重音符標記。
例如在 RV 1.10.8c 中， 

U-S-U-S-A-A-A-U
¯ \ ¯ \ _ _ _ ¯
成為

U-S-S-A-A-A-U
¯ \ \ _ _ _ ¯

### Svarita標記
獨立  是毗連元音通過連接音變導致的。它有四種變化:
- (“先天”) (由於詞內的變化，比如  變為 ，還有上面的例子(u 在元音前變成 v)
- (“快速”) (在兩個詞相遇的地方 u 成為 v 或 i 成為 y，比如  變成 ) (i 在元音之前變為 y)
- (“接合”) (在兩個詞相遇的地方元音緊縮，比如  變為 )
- (“緊密接觸”) (在兩個詞相遇的地方通過 avagraha 表示的詞首元音省略，比如  變為 )。

獨立  在梨俱吠陀中出現了大約 1300 次，或者說大約 5% 的句子。

## 拼寫
在羅馬字母轉寫中， 標記為一個銳音符，獨立  標記為一個重音符，而其他音節不標記。
在梨俱吠陀 samhita 的天城文版本中:
- 標記為在音節上的小豎線。
- 被標記在音節下的橫線，如果它緊前於一個  或獨立 。如果一句中的第一個音節是 ，這個音節和所有的隨后  音節都標記橫線，直到并不是  的第一個音節。
- 如果獨立  音節緊前於  音節，不放置  標號和  標號於同一個音節上，數字1(如果  元音為短)或數字3(如果  元音為長)寫於其間，而這個數字有  標號和  標號。[1]
- 其他音節不標記。

## 引用
1. ↑  A Vedic Grammar for Students, by Arthur Anthony Macdonnell, publ. Motilal Banarsidass

## 外部連結
- http://www.evertype.com/standards/iso10646/pdf/vedic/Vedic_accents_doc.pdf（页面存档备份，存于）